# Tal
Tal (Tl, łac. thallium) – pierwiastek chemiczny, metal występujący w bloku p układu okresowego. Nazwa pochodzi od greckiego słowa thallos, oznaczającego zieloną gałązkę.

## Charakterystyka
Jest miękkim, srebrzystym metalem, z wyglądu podobnym do ołowiu. Jego powierzchnia szybko matowieje na powietrzu na skutek utleniania. Reaguje z rozcieńczonymi mocnymi kwasami nieorganicznymi, wypierając z nich wodór. Wyjątkiem jest kwas solny powodujący pasywację warstwą nierozpuszczalnego chlorku talu(I) TlCl. Potencjał standardowy Tl+
/Tl wynosi −0,34. Tal występuje w związkach na I i III stopniu utlenienia. Kationy Tl+
 są bezbarwne, wodorotlenek talu(I) TlOH jest mocną zasadą rozpuszczalną w wodzie. Jony Tl3+
 występują w roztworze tylko przy pH bliskim 0, w wyższym wytrąca się Tl(OH)
3, który nie ma właściwości amfoterycznych.

### Toksyczność
Tal w formie pyłu oraz związki talu są silnie toksyczne. Do zatruć może dojść drogą pokarmową lub oddechową. Charakterystycznym objawem zatrucia jest łysienie, poprzedzone czernieniem mieszków włosowych. Ponadto dochodzi do zaburzeń trawienia, bóli neuralgicznych, zmian psychicznych i uszkodzeń układu sercowo-naczyniowego. Dawniej sole talu często były składnikiem trucizn przeciw gryzoniom. Antidotum na zatrucia związkami talu(III) jest błękit pruski, który tworzy trwałe, nieprzyswajalne związki kompleksowe z tym pierwiastkiem.

## Występowanie
Tal występuje w skorupie ziemskiej w ilości 0,6 ppm.
Najważniejszymi minerałami talu są lorandyt TlAsS
2 i hutchinsonit (Pb,Tl)
2As
5S
9.
Tal jest również częstą domieszką w rudach cynku.

## Odkrycie
Tal został odkryty dzięki analizie widmowej (zielony prążek) przez Williama Crookesa (1861) w odpadach poprodukcyjnych kwasu siarkowego.